# 4-вектор
4-вектор — це аналог тривимірного вектора в чотиривимірному просторі-часі, складеному змінними ct та x, y, z звичайного простору.
В цьому визначенні t — час, c — швидкість світла.
При переході від звичайних векторів тривимірного простору до 4-векторів основні рівняння фізики набирають простішої форми.

## Чотиривимірний простір-час
Кожна подія характеризується місцем та часом. Тобто її можна характеризувати за допомогою чотирьох чисел: часом t та декартовими координатами x, y, z.
Якщо домножити час на універсальну сталу швидкість світла, то можна визначити так званий радіус-вектор у чотиривимірному просторі
(x0, x1, x2, x3), де {\displaystyle x^{0}=ct,x^{1}=x,x^{2}=y,x^{3}=z}.
Цей простір називають простором Мінковського.
Очевидно, що значення x, y, z залежать від вибору системи координат. При переході від одної інерційної системи координат до іншої змінюється
також значення часу згдіно із перетвореннями Лоренца. Так при переході до системи координат, яка рухається відносно початкової
системи із швидкістю V вздовж осі x, матимемо:
{\displaystyle x^{0}={\frac {x^{0\prime }+\beta x^{1\prime }}{\sqrt {1-\beta ^{2}}}}}
{\displaystyle x^{1}={\frac {x^{1\prime }+\beta x^{0\prime }}{\sqrt {1-\beta ^{2}}}}},
де {\displaystyle \beta ={\frac {V}{c}}}.
Радіус-вектор події є першим прикладом 4-вектора, який називають 4-радіус-вектором.

## Визначення
Довільна четвірка чисел (A0, A1, A2, A3), яка при переході від однієї системи координат до іншої перетоврюється
аналогічно до 4-радіус-вектора називається коваріантрим 4-вектором.
Четвірка чисел (A0, — A1, — A2, -A3) називається контраваріантим 4-вектором. Контраваріантні 4-вектори позначаються нижніми індексами.
(A0, A1, A2, A3) =(A0, — A1, — A2, -A3).
Скалярним добутком двох 4-векторів називається вираз
{\displaystyle \sum _{i=1}^{4}A^{i}B_{i}}.
Знак суми в скалярному добутку заведено не писати, вважаючи, що повторення індекса внизу й вгорі автоматично означає підсумовування за цим
індексом.
Скалярний добуток 4-векторів при переході до іншої системи коодинат не змінюється.
Іноді 4-вектори записуються в формі {\displaystyle (A^{0},\mathbf {A} )}.

## Приклади 4-векторів
Четвірка операторів
{\displaystyle \left({\frac {1}{c}}{\frac {\partial }{\partial t}},{\frac {\partial }{\partial x^{1}}},{\frac {\partial }{\partial x^{2}}},{\frac {\partial }{\partial x^{3}}}\right)}
є контраваріантним 4-вектром, аналогом оператора градієнта Гамільтона.
4-швидкість визначається, як
{\displaystyle u^{i}={\frac {dx^{i}}{ds}}}
де ds — просторово-часовий інтервал між нескінченно близькими подіями, і дорівнює:
{\displaystyle u^{i}=({\frac {1}{\sqrt {1-v^{2}/c^{2}}}},{\frac {\mathbf {v} }{c{\sqrt {1-v^{2}/c^{2}}}}})},
де {\displaystyle \mathbf {v} } — звичайна тривимірна швидкість. 4-швидкість — безрозмірна величина.
Для 4-швидкості справедливе співвідношення
{\displaystyle u^{i}u_{i}=1}.
4-імпульс частки визначається, як
{\displaystyle p^{i}=mcu^{i}=\left({\frac {E}{c}},\mathbf {p} \right)}.
де m — маса частинки, E — енергія частки.
Для 4-імпульсу справедливе співвідношення:
{\displaystyle p^{i}p_{i}=m^{2}c^{2}}.
4-прискорення — це друга похідна від 4-радіусу щодо просторово-часового інтервалу
{\displaystyle w^{i}={\frac {d^{2}x^{i}}{ds^{2}}}={\frac {du^{i}}{ds}}}.
Для 4-прискорення справедливе співвідношення
{\displaystyle u_{i}w^{i}\,=0},
тобто 4-прискорення ортогональне до 4-швидкості.
4-потенціал електромагнітного поля визначається як {\displaystyle (\varphi ,\mathbf {A} )},
де φ — електричний потенціал, а {\displaystyle \mathbf {A} } — векторний потенціал магнітного поля.
4-густина струму визначається, як {\displaystyle (c\rho ,\mathbf {j} )}. Рівняння неперервності тоді набирає форми
{\displaystyle {\frac {\partial j^{i}}{\partial x^{i}}}=0}, або в скороченому вигляді {\displaystyle \partial _{i}j^{i}=0}.